# Рінкон-де-Артігас
31°00′41″ пд. ш. 55°56′17″ зх. д. / 31.01125° пд. ш. 55.938055555556° зх. д.

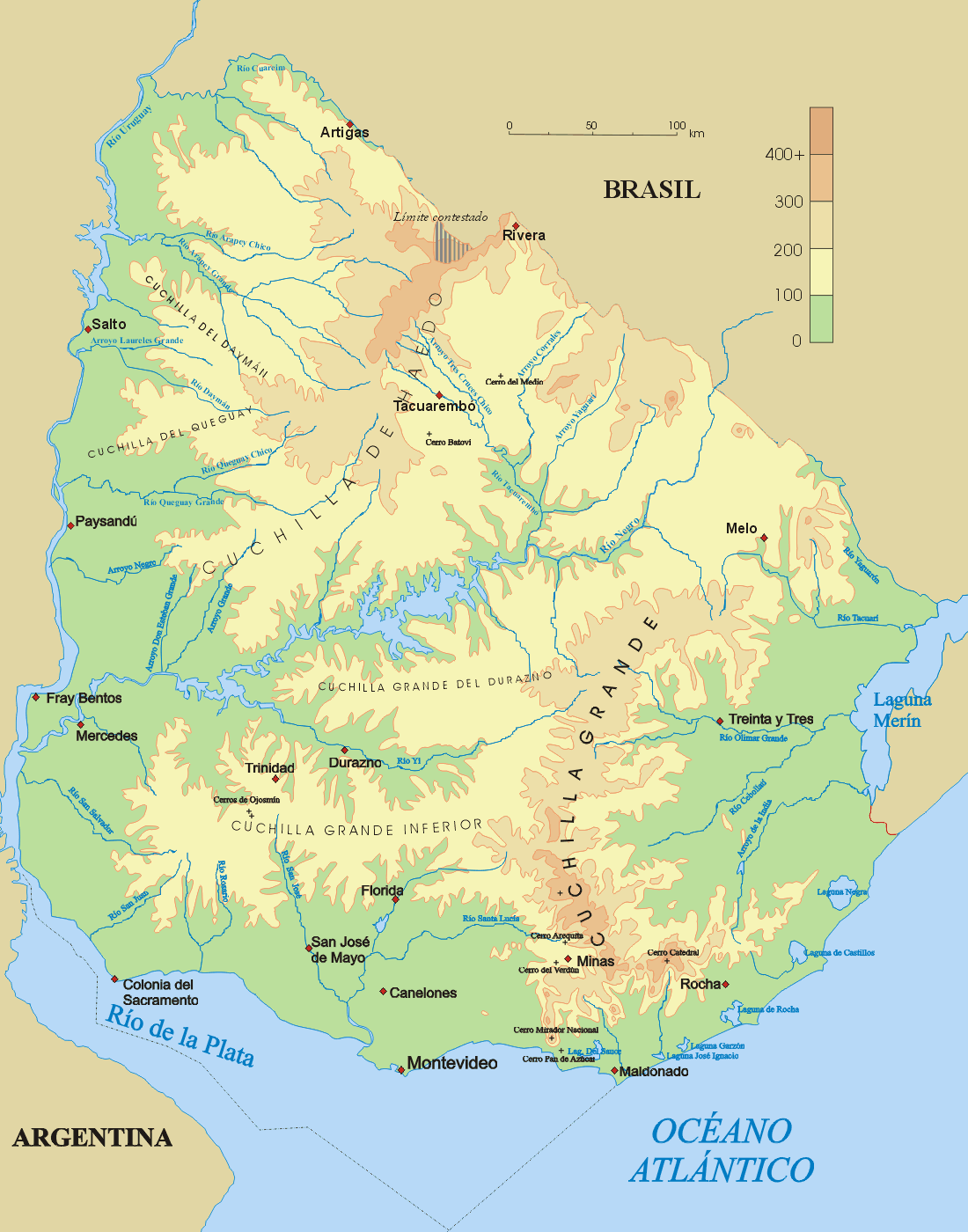
Спірна територія заштрихована на півночі Уругваю

Рінкон-де-Артігас (Арройо-де-ла-Інвернада, ісп. Rincón de Artigas порт. Rincão de Artigas) — спірна територія в Південній Америці: фактично належить Бразилії, але оскаржується Уругваєм. Загальна площа — 237 км².
Суперечка між Бразилією і Уругваєм виникла в результаті невизначеності демаркації кордону за договором 1851 року. Після підписання договору ця територія увійшла до складу Бразилії. У 1933 році уругвайською військовою комісією цей договір був переглянутий, в результаті чого був зроблений висновок, що територія розміром у 25000 га повинна входити до складу департаменту Рівера. У 1934 році Уругвай звернувся до бразильського уряду з проханням переглянути договір 1851 року. Однак бразильська сторона проігнорувала прохання уругвайського уряду і відмовилася змінювати свої кордони. З 1974 року Рінкон-де-Артігас позначений на уругвайських картах як спірна територія. У 1985 році Бразилія закріпила за собою землі, заснувавши поселення Віла-Альборнос, що викликало протест з боку Уругваю.